# Lill-Sämsjön (Åsele socken, Lappland)
Lill-Sämsjön är en sjö i Åsele kommun i Lappland och ingår i Ångermanälvens huvudavrinningsområde. Sjön har en area på 0,145 kvadratkilometer och ligger 316,4 meter över havet. Sjön avvattnas av vattendraget Sämsjöån.

## Delavrinningsområde
Lill-Sämsjön ingår i det delavrinningsområde (710900-155595) som SMHI kallar för Utloppet av Lill-Sämsjön. Medelhöjden är 358 meter över havet och ytan är 2,05 kvadratkilometer. Räknas de 5 avrinningsområdena uppströms in blir den ackumulerade arean 85,4 kvadratkilometer. Sämsjöån som avvattnar avrinningsområdet har biflödesordning 2, vilket innebär att vattnet flödar genom totalt 2 vattendrag innan det når havet efter 183 kilometer. Avrinningsområdet består mestadels av skog (89 procent). Avrinningsområdet har 0,15 kvadratkilometer vattenytor vilket ger det en sjöprocent på 7,1 procent.